# Andien
Andien, właśc. Andini Aisyah Hariadi (ur. 25 sierpnia 1985 w Dżakarcie) – indonezyjska piosenkarka.

## Życiorys
Od czasów szkoły podstawowej pobierała lekcje śpiewu i uczestniczyła w lokalnych festiwalach muzycznych. W szóstej klasie została zapisana do EMS (Elfa Music Studio), gdzie rozwijała swoje umiejętności wokalne pod kierunkiem muzyka Elfy Seciorii. W 2000 r. wydała swój debiutancki album pt. Bisikan Hati, który sprzedał się w nakładzie przekraczającym 30 tys. egzemplarzy. W 2002 r. ukazał się jej drugi album pt. Kinanti, stworzony we współpracy z dwoma innymi muzykami jazzowymi – Indrą Lesmaną i Aksanem Sjumanem. W trakcie swojej dalszej kariery współpracowała z artystami takimi jak Jeff Lorber (Java Jazz Festival 2005), Jammin Zeb (Java Jazz Festival 2008), Bob James (ASEAN Jazz Festival 2008), Frank Griffith i Bubi Chen (Java Jazz Festival 2010).
Znalazła się w składzie żeńskiej grupy wokalnej 5 Wanita. Pracuje także jako aktorka dubbingowa. Została głosem Margo w filmie Minionki rozrabiają.
Na swoim koncie ma prestiżowe nagrody AMI (Anugerah Musik Indonesia) w kategoriach: najlepsza piosenkarka jazzowa (2000), najlepszy album jazzowy (2002). W 2001 r. zajęła trzecie miejsce na Asia New Singer Competition w Szanghaju.

## Dyskografia
Źródła:
Albumy studyjne
- 2000: Bisikan Hati
- 2002: Kinanti
- 2005: Gemintang
- 2010: Kirana
- 2013: #Andien
- 2014: Let It Be My Way
- 2017: Metamorfosa